# Mont Agel
Pour les articles homonymes, voir Agel (homonymie).
Le mont Agel est un sommet des Alpes situé dans le Sud de la France. Il domine une partie de la Riviera française, Monaco et les communes françaises de Beausoleil, Roquebrune-Cap-Martin et Gorbio de ses 1 151 mètres d'altitude. Il tient une position stratégique historique depuis l'Antiquité et abrite encore aujourd'hui des installations militaires de détection aérienne.

## Toponymie
Son nom est en monégasque : munt’Age̍.

## Géographie

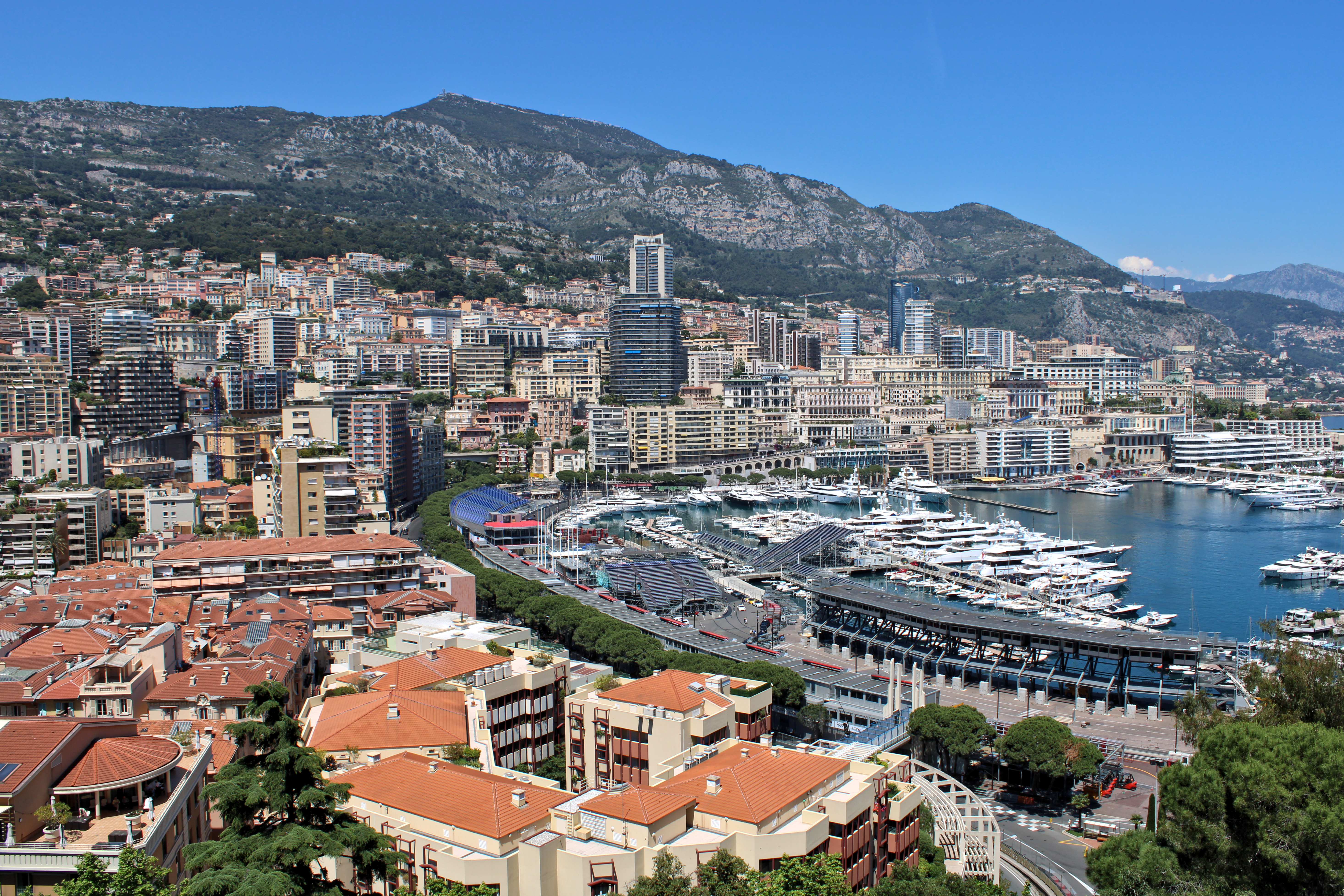
Vue de la principauté de Monaco dominée par le mont Agel au centre.

Le mont Agel est situé sur la commune française de Peille, dans les Alpes-Maritimes en région Provence-Alpes-Côte d'Azur. Il s'élève à 1 151 mètres d'altitude, dans les Préalpes de Nice et constitue le point culminant du bassin versant monégasque.
Le point culminant de la principauté, sur les flancs de ce mont, peut être atteint par le chemin des Révoires. Il est nécessaire d'emprunter un escalier qui coupe la rue Hector Otto, puis enfin l'ascenseur de l'immeuble Patio Palace, pour se retrouver au nord-ouest de la principauté au niveau de la Moyenne Corniche, à 164 mètres d'altitude. La route de la Moyenne Corniche est déjà en territoire français.
On peut apercevoir le mont Agel depuis certains quartiers de Nice (Saint-Antoine de Ginestière, Saint-Pancrace, L'Archet, Caucade, Magnan, Californie…) ainsi que de la Riviera italienne. Sommet massif, il est également visible depuis les quartiers est de Cannes (Gazagnaire, Moure Rouge, pointe Croisette).

## Histoire
L'histoire du mont Agel débute avec les tribus celto-ligures qui occupaient le site et dont certains membres se livraient à l'arraisonnement et au pillage des bateaux faisant du cabotage. Ils sont soumis de 23 à 13 av. J.-C. par les Romains qui restaurent l'ancienne voie littorale passant par les flancs du mont Agel pour relier Vintimille à la Gaule narbonnaise et faisant partie de la via Aurelia.
À partir du XIVe siècle le mont Agel est intimement lié à l'histoire de l'ancienne cité autonome de Peille. En 1860, l'annexion du comté de Nice à la France modifie les frontières de la région, de nombreux sommets et cols restant italiens. Le mont Agel prend une grande importance stratégique qui est confortée par la défaite française de 1870-1871.
À partir de cette date une entreprise de fortification des frontières aboutit à l'édification de 459 forts sous la direction du général Raymond Adolphe Séré de Rivières. Le mont Agel est choisi pour y construire une fortification, le fort du Mont-Agel, servant de position d'artillerie avec pour mission de désorganiser et de prendre à revers les attaques sur les autres ouvrages militaires proches (La Revère et le Mont Chauve).  En 1889 et 1890, une route stratégique est construite entre La Turbie et le mont Agel, puis l'année suivante commence la construction du fort proprement dit qui comprend un réduit et des batteries avec tunnels-abris et observatoires aux points culminants, l'ensemble étant protégé par un mur bahut formant un chemin de ronde. L'ouvrage terminé est inauguré en 1892 sous le nom de fort Catinat.
De 1931 à 1933 sont construits de nouveaux éléments de fortification dans le cadre de la ligne Maginot. Le mont Agel abrite désormais un gros ouvrage d'artillerie équipé de tourelles, reliées entre elles par des galeries profondément enterrées. Pendant les combats de juin 1940, ses tirs participent à la défense de Menton et soutiennent l'avant-poste de Pont-Saint-Louis et l'ouvrage de Cap-Martin.

## Activités

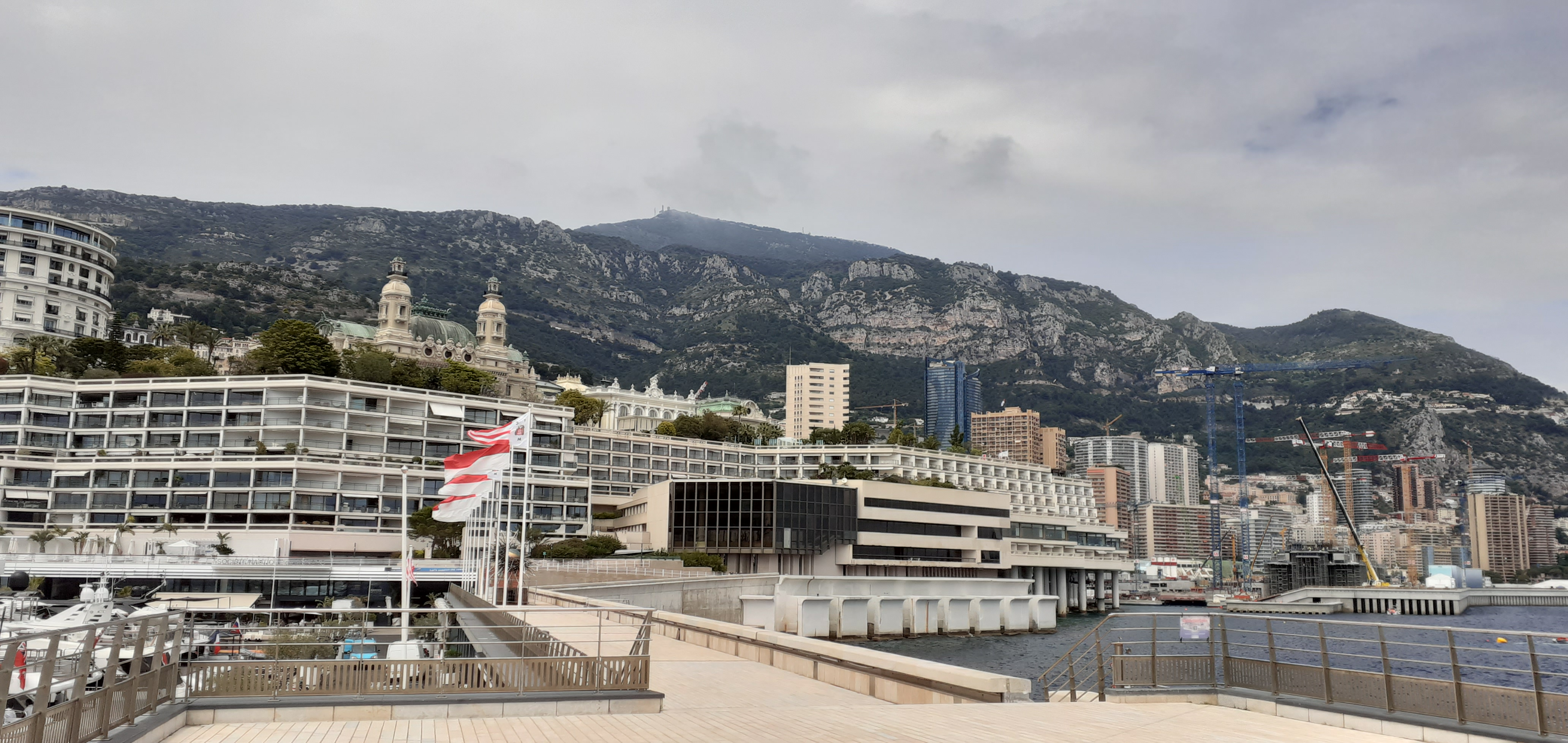
Vue du mont Agel et ses installations militaires depuis le port Hercule à Monaco.

La base aérienne 943 Capitaine Auber de l'Armée de l'air française y était installée. Au moyen de son Centre de détection et de contrôle (CDC), la base avait pour mission d'assurer la surveillance radar aérienne de la façade méditerranéenne de la France, de l'Espagne à l'Italie, jusqu’au Nord de la Sardaigne. Conformément aux recommandations du Livre blanc sur la défense et la sécurité nationale 2008, la base a été officiellement fermée en juillet 2012, avec le départ de 350 personnes. Seuls subsistent les radars, qui continuent leur veille en mode automatique, les informations étant transmises et exploitées par le Centre de détection et de contrôle de la base aérienne 942 Lyon-Mont Verdun. Un radar Ground Master 406 a été commandé le 7 septembre 2012 pour ce site.
La course cycliste Nice-Mont Agel s'est déroulée à 35 reprises entre 1920 et 1965.
Le mont Agel abrite également sur ses pentes le Monte-Carlo Golf Club, club très sélectif dans l'accueil de son public. Un peu à l'est du golf se trouve le centre émetteur de Fontbonne. On trouvait jusqu'à son réaménagement récent diverses constructions protohistoriques. À proximité du mont Agel et du terrain de golf se trouve également la résidence d'été du prince Albert II de Monaco (site de Rocagel).